# Radikal 194
Radikal 194 mit der Bedeutung „Dämon“ ist eines von acht der 214 traditionellen Radikale der chinesischen Schrift, die mit zehn Strichen geschrieben werden.
Mit 14 Zeichenverbindungen in Mathews’ Chinese-English Dictionary gibt es wenige Schriftzeichen, die unter diesem Radikal im Lexikon zu finden sind.
Radikal Dämon nimmt nur in der Langzeichen-Liste traditioneller Radikale, die aus 214 Radikalen besteht, die 194. Position ein. In modernen Kurzzeichen-Wörterbüchern kann es sich an ganz anderer Stelle finden. Im Neuen chinesisch-deutschen Wörterbuch aus der Volksrepublik China steht es zum Beispiel an 216. Stelle. 
In alten Nachschlagwerken ist das 鬼-Radikal unter 10 Strichen nachzuschlagen, weil es im oberen Bereich (neben dem Punktstrich) aus 田 (= Feld) plus einem neu anzusetzenden Strich nach unten rechtsgehend bestand. Heute besteht dieser Teil aus einem 白 (= weiß) mit dem vertikal durchgezogenen Strich. Die Komponente besteht damit nur noch aus 9 Strichen.
Das Zeichen taucht bereits auf den Orakelknochen auf und zeigt dort einen knienden Menschen, auf dem ein Monsterkopf sitzt. Die Locke mit einem Schweif in den ersten Piktogrammen bedeutet den Luftwirbel, den ein fliegender Geist erzeugt. Erst später nimmt das Zeichen die Bedeutung „Gespenst, Dämon“ an und entwickelt sich hin zum Schrecklichen. Deswegen wurden mit 鬼 auch die Bezeichnungen für Ausländer gebildet. Nach einer anderen Interpretation geht das Zeichen auf eine grobe Zeichnung einer Vogelscheuche zurück. 
Die meisten der von 鬼 regierten Zeichen haben mit Gespenstern oder der Seele zu tun wie zum Beispiel 魔 (= Teufel, Dämon), 魑 (= finstere Kräfte), 魂 (= Seele), 魄 (= Seele, Energie). Als Lautträger fungiert 鬼 in den Zeichen 傀 (傀儡 = Marionette), 愧 (惭愧 = beschämt sein), 瑰 (in 瑰丽 = wunderschön), 嵬 (in 巍嵬 = erhaben). 

## Schriftzeichenverbindungen, die vom Radikal 194 regiert werden
| Striche | Zeichen           |
| ------- | ----------------- |
| +0      | 鬼                |
| +03     | 鬽                |
| +04     | 鬾 鬿 魀 魁 魂    |
| +05     | 魃 魄 魅 魆       |
| +06     | 魇                |
| +07     | 魈 魉             |
| +08     | 魊 魋 魌 魍 魎 魏 |
| +10     | 魐                |
| +11     | 魑 魒 魓 魔       |
| +12     | 魕 魖             |
| +14     | 魗 魘 魙          |

 Im Unicodeblock Kangxi-Radikale ist das Radikal 194 unter der Codepointnummer 12.225 (U+2FC1) codiert.